# Achláda
Achláda (Achlada, Krousorati, Krousourati) är en ort i Grekland.   Den ligger i prefekturen Nomós Florínis och regionen Västra Makedonien, i den norra delen av landet, 400 km nordväst om huvudstaden Aten. Achláda ligger 721 meter över havet och antalet invånare är 271.
Terrängen runt Achláda är varierad.Runt Achláda är det ganska glesbefolkat, med 25 invånare per kvadratkilometer. Närmaste större samhälle är Florina, 19,3 km sydväst om Achláda. Trakten runt Achláda består i huvudsak av gräsmarker.